# Tedhadleyita
La tedhadleyita és un mineral de la classe dels halurs. Anomenada així en honor de Ted A. Hadley.

## Característiques
La tedhadleyita és un halur de fórmula química (Hg₂+)₅Hg2+I₂(Cl,Br)₂O₄. Cristal·litza en el sistema triclínic. Segons la classificació de Nickel-Strunz, la terlinguacreekita pertany a «03.DD: Oxihalurs, hidroxihalurs i halurs amb doble enllaç, amb Hg» juntament amb els següents minerals: eglestonita, kadyrelita, poiarkovita, hanawaltita, terlinguaïta, pinchita, gianel·laïta, mosesita, kleinita, terlinguacreekita, vasilyevita, kelyanita, aurivilliusita i comancheïta.

## Formació i jaciments
S'ha descrit als Estats Units (localitat tipus). Es troba en buits en roques quarso-magnesítiques.